# Zadelpad
De zadelpad (Brachycephalus ephippium) is een kikker uit de familie Brachycephalidae. Tot voor kort werd de soort tot de padden (Bufonidae) gerekend.

## Uiterlijke kenmerken
De zadelpad dankt zijn naam aan een verhard benen schild tussen de wervels op de rug, dat onder de huid gelegen is. Het is een kleine soort die ongeveer 12 tot 20 millimeter lang wordt. De pad heeft een opvallende oranje tot gele kleur en een korrelige huid. De gifklieren achter de ogen, parotoïden genaamd, zijn vergroot en duidelijk te zien.
Deze soort lijkt wat kleur betreft op de rode pad (Bufo periglenes). De twee soorten zijn echter niet te verwarren, want de gouden pad is vlak na de metamorfose al veel groter.

## Verspreiding en habitat
De zadelpad is endemisch in zuidoostelijk Brazilië, in Zuid-Amerika, en alleen in een relatief klein gebied zo groot als half Nederland rond de stad Rio de Janeiro. Het areaal bevindt zich tussen grofweg de steden Santos en Campos. Hier is de pad te vinden in vochtige gebieden, voornamelijk regenwouden en moerassige delen van de rivieren in dit gebied.

## Voortplanting en ontwikkeling
De zadelpad klimt nooit en kruipt rond in de strooisellaag. Voor de larvale ontwikkeling is geen water nodig want de eieren ontwikkelen zich deels in de moeder en deels op de bodem onder vochtige omstandigheden. Als de eieren zijn afgezet, wrijft het vrouwtje met haar achterpoten deeltjes van het substraat op het ei om deze te camoufleren. De eitjes zijn veel groter dan bij andere padden en de larven hebben meer ruimte, daar staat tegenover dat de vrouwtjes geen honderden eieren afzetten maar slechts hooguit vijf. Uit het ei komt een reeds volledig ontwikkeld klein kikkertje, dat wel degelijk kieuwen en een staart heeft gehad, maar deze zijn in het ei alweer verdwenen.

## Leefwijze
Het voedsel van deze terrestrische pad bestaat uit de kleine diertjes die tussen de bladeren leven, meestal wormen en kleine geleedpotigen. Sommige geleedpotigen echter, zoals grote tropische spinnen of duizendpoten, kunnen een kikkertje als prooi verschalken in plaats van andersom, dus niet alle maten zijn geschikt. Zijn leven speelt zich voornamelijk af tussen het bladstrooisel, maar tijdens droge perioden verbergt hij zich in spleten. Hij kan niet klimmen wegens het ontbreken van hechtschijfjes tussen de tenen en het is daarnaast geen beste springer.